# Tanacetum microphyllum
Tanacetum microphyllum — вид рослин з родини айстрових (Asteraceae), поширений у Португалії й Іспанії. Використовується в традиційній медицині.

## Опис
Однорічна рослина. Стебла до 50 см. Листки, як правило, розташовані пазушними групами; нижні перисто-розсічені, рідко 2-перисто-розсічені; верхні менш як 6 мм, від лінійно-еліптичних до яйцевидно-еліптичних, загалом цілі. Квіткових голів до 10. Сім'янки 1.8–2 мм, з ≈ 10 ребрами. 2n = 18. Цвіте та плодоносить з (вересня) жовтня по листопад.

## Середовище проживання
Поширений у Португалії й Іспанії. Росте на луках.